# Freesia verrucosa
Freesia verrucosa es una  planta fanerógama perteneciente a la familia Iridaceae. Es originaria de  Sudáfrica.  

## Descripción
Freesia verrucosa es una planta herbácea perennifolia, geofita que alcanza un tamaño de 0.08 - 0.2 m de altura  en Sudáfrica

## Taxonomía
Freesia verrucosa fue descrita por (Vogel) Goldblatt & J.C.Manning y publicado en Systematic Botany 20(2): 171. 1995
Etimología
Freesia nombre genérico que fue dedicado en honor del médico alemán Friedrich Heinrich Theodor Freese (1795-1876).
verrucosa: epíteto latíno que significa "verrugosa".
Sinonimia
- Anomatheca juncea (Pourr.) Ker Gawl.
- Anomatheca verrucosa (B.Vogel) Goldblatt
- Freesia juncea (Pourr.) Klatt
- Gladiolus amabilis Salisb.
- Gladiolus excisus Jacq.
- Gladiolus junceus L.f.
- Gladiolus paniculatus Pers.
- Gladiolus polystachyus Andrews
- Gladiolus pulchellus Salisb.
- Ixia verrucosa B.Vogel basónimo
- Lapeirousia juncea Pourr.
- Lapeirousia juncea Ker Gawl.
- Meristostigma junceum (Pourr.) Steud.
- Peyrousia juncea (Pourr.) Poir.[4][5]